# Jambes d'or
Pour plus de détails, voir Fiche technique et Distribution.
Jambes d'or (Gambe d'oro) est un film italien réalisé par Turi Vasile, sorti en 1958.

## Fiche technique
- Titre original : Gambe d'oro
- Réalisation : Turi Vasile

## Distribution
- Rossella Como : Carla Fontana
- Scilla Gabel : Gianna Savelli
- Paolo Ferrari : Aldo Maggi
- Rosario Borelli : Franco Savelli
- Memmo Carotenuto : Armando
- Totò : Barone Luigi Fontana
- Dolores Palumbo: Emma - femme d’Armando
- Elsa Merlini : Luisa Fontana
- Giampiero Littera : Giorgio
- Turi Pandolfini : maire
- Enzo Furlai : Commendatore Renzoni[1]